# Haploblepharus kistnasamyi
Haploblepharus kistnasamyi is een vissensoort uit de familie van de kathaaien (Scyliorhinidae). De wetenschappelijke naam van de soort is voor het eerst geldig gepubliceerd in 2006 door Human & Compagno.